# Migdol
| G17 | D36 · V31 | U33 · M17 | Z4 · D21 | Z1 | O36 · O1 |

| G17 | D36 · V31 | U33 · M17 | Z4 · D21 | Z1 | O36 · O1 |

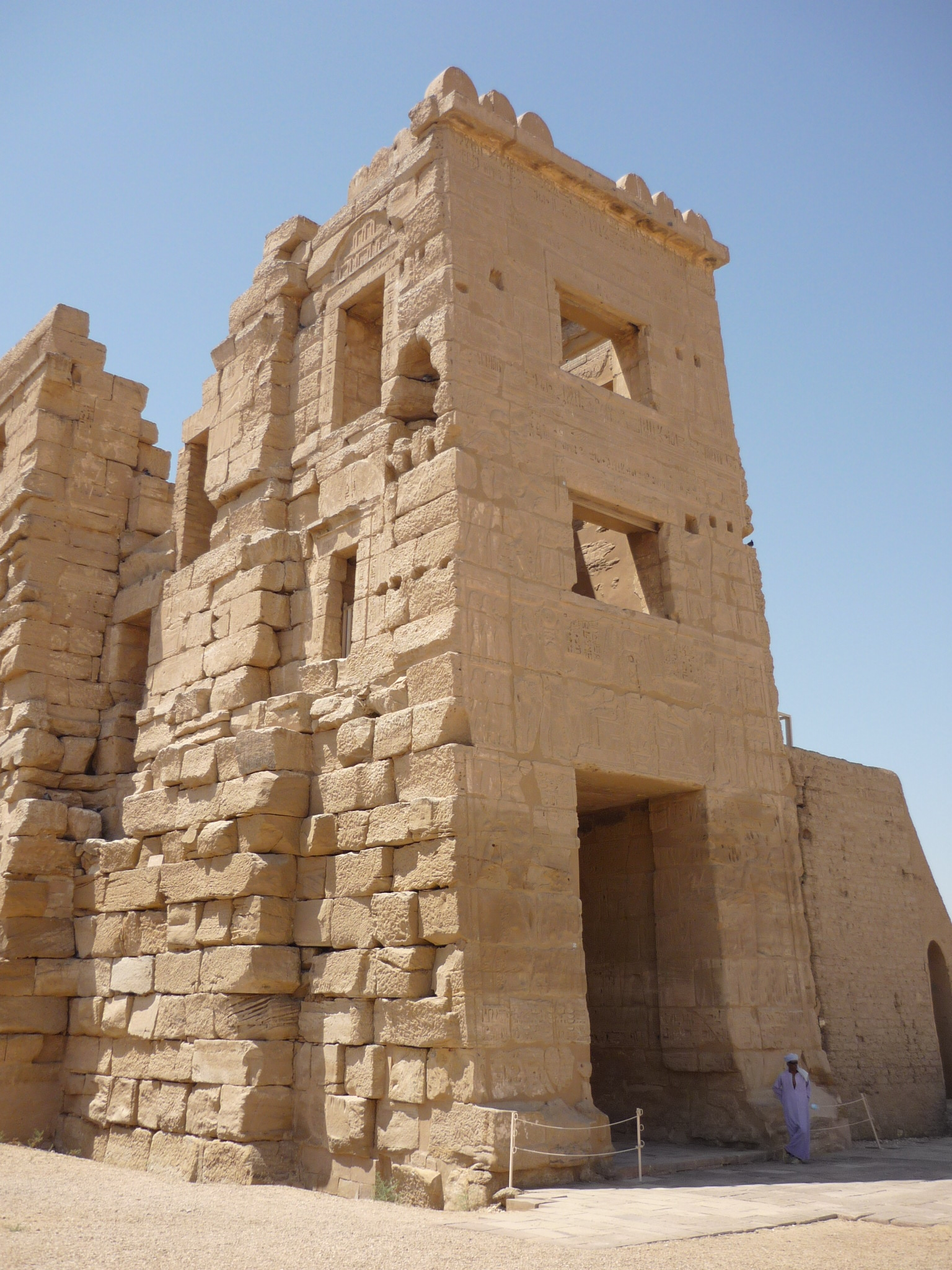
Una de las torres de entrada del migdol vista desde el norte en el Templo de Millones de Años de Ramsés III en Medinet Habu.

Migdol o migdal es una palabra hebrea (מגדּלה מגדּל, מגדּל מגדּול) que significa torre (por su tamaño o altura), plataforma elevada (una tarima o púlpito), o lecho elevado (dentro de un río). Físicamente, puede hacer referencia a un terreno fortificado, como pueden ser una ciudad o un castillo amurallados; o a un terreno elevado, como un lecho elevado, como una plataforma, o posiblemente un mirador.  El término para un fuerte fronterizo es similar, mekter, o mgatir en egipcio. 
En sentido figurado, «torre» tiene connotaciones de autoridad orgullosa. En arqueología, el migdol también puede referirse a un tipo específico de templo, como los descubiertos, por ejemplo, en Jasor, Megido, Tel Haror, Pela y Siquem.

## Lugares llamados Migdol o Migdal en la Biblia hebrea
| Aa15 · D36 · W11 | G1 | D46 · Z4 | D21 · Z1 · O49 |

| Aa15 · D36 · W11 | G1 | D46 · Z4 | D21 · Z1 · O49 |

El libro del Éxodo documenta que los hijos de Israel acamparon en Pi-Hahiroth, entre Migdol y el Mar Rojo, antes de su travesía. Josué hace referencia a Migdal-Gad, ‘Torre de Gad’, una de las ciudades fortificadas de Judá, y también a Migdal-El, ‘Torre de Dios’, una de las ciudades fortificadas de Neftalí (Josué 19.38) y a Magdala, ciudad natal de María Magdalena (Mateo 27:56; Marcos 16:9; Lucas 8:2 y Juan 20:18). 
Jeremías habla de un «Migdol» en Egipto, (Jeremías 44:1) una isla en el Nilo, y Ezequiel menciona al Migdol de Siena, en el Alto Egipto, en torno a la sede del gobierno. Las cartas de Šuta (parte de la correspondencia de Amarna) aluden a un «Magdalu en Egipto» que Albright identificó con el Migdol de Jeremías.

## Lugares en el Israel de hoy en día llamados Migdol
Migdal HaEmeq es una gran colina rodeada por el Río Kishon, al oeste de Nazaret.